# Chinureninasi
Chinureninasi è un enzima appartenente alla classe delle idrolasi, che catalizza la seguente reazione:
L-chinurenina + H2O  ⇄ antranilato + L-alanina